# Aramis Range
Die Aramis Range ist eine rund 50 Kilometer lange Gebirgskette, die sich etwa 18 Kilometer südöstlich der Porthos Range in südwest-nordöstlicher Ausdehnung in den Prince Charles Mountains im ostantarktischen Mac-Robertson-Land erstreckt.
Sie wurde erstmals im Januar 1957 von Teilnehmern der Australian National Antarctic Research Expeditions unter der Leitung des australischen Bergsteigers William Gordon Bewsher (1924–2012) besucht, der sie nach einer der drei Hauptfiguren aus Alexandre Dumas’ Roman Die drei Musketiere benannte.